# Tour Soplando Vida
Tour Soplando Vida es una gira musical del cantante y compositor mexicano Jesús Adrián Romero, hecha con el fin de promocionar su cuarto álbum de estudio Soplando vida, de 2012. Inició el 8 de junio de 2012 en Ciudad de México, México, y se ha extendido hasta el 2015. Entre los países que recorrió, están Estados Unidos, México, Colombia, Ecuador, España, entre otros.

## Antecedentes
Jesús Adrián Romero (JAR), lanzó su cuarto álbum musical de estudio el 29 de mayo de 2012 al cual llamó Soplando vida, esto lo llevó a realizar una gira para promover dicho trabajo musical.

## Repertorio
El repertorio del tour contenía canciones ya conocidas de distintos trabajos anteriores del cantante y temas totalmente nuevos del último disco.
Entre las nuevas canciones que interpretó destacan: Vengo a vender, Fue por mi, Brilla y Soplando vida.

## Fechas de la gira
| Norteamérica             |                     |                      |                                       |
| 8 de junio de 2012       | Ciudad de México    | México               | Auditorio Nacional                    |
| 9 de junio de 2012       | Ciudad de México    | México               | Auditorio Nacional                    |
| 15 de junio de 2012      | Hermosillo          | México               | Parque La Sauceda                     |
| Latinoamérica            |                     |                      |                                       |
| 21 de junio de 2012      | San Marcos          | Guatemala            | Estadio Marquesa de la Ensenada       |
| 22 de junio de 2012      | Ciudad de Guatemala | Guatemala            | Mega Frater                           |
| Norteamérica             |                     |                      |                                       |
| 6 de julio de 2012       | San Antonio         | Estados Unidos       | Freeman Coliseum                      |
| 7 de julio de 2012       | Laredo              | Estados Unidos       | Laredo Energy Arena                   |
| 27 de julio de 2012      | Poza Rica           | México               | Estadio Heriberto Jara Corona         |
| 31 de agosto de 2012     | Tijuana             | México               | Plaza de Toros                        |
| Latinoamérica            |                     |                      |                                       |
| 7 de septiembre de 2012  | Santa Cruz          | Bolivia              |                                       |
| 8 de septiembre de 2012  | Cochabamba          | Bolivia              |                                       |
| Norteamérica             |                     |                      |                                       |
| 28 de septiembre de 2012 | Orlando             | Estados Unidos       | First Baptist Church of Orlando       |
| 15 de noviembre de 2012  | Matamoros           | México               | Centro de Convenciones Mundo Nuevo    |
| 17 de noviembre de 2012  | Monterrey           | México               | Arena Monterrey                       |
| Latinoamérica            |                     |                      |                                       |
| 29 de noviembre de 2012  | Medellín            | Colombia             | Centro de Eventos La Macarena         |
| 30 de noviembre de 2012  | Bogotá              | Colombia             | Coliseo Cubierto El Campín            |
| 1 de diciembre de 2012   | Barranquilla        | Colombia             |                                       |
| 4 de diciembre de 2012   | Barrancabermeja     | Colombia             |                                       |
| 7 de diciembre de 2012   | Santiago            | Chile                | Teatro Caupolicán                     |
| Europa                   |                     |                      |                                       |
| 23 de febrero de 2013    | Madrid              | España               | Palacio de los Deportes               |
| 26 de febrero de 2013    | Ámsterdam           | Países Bajos         |                                       |
| 27 de febrero de 2013    | Milán               | Italia               |                                       |
| Latinoamérica            |                     |                      |                                       |
| 8 de marzo de 2013       | Montería            | Colombia             | Villa Olímpica                        |
| 9 de marzo de 2013       | Cúcuta              | Colombia             | Plaza de Banderas                     |
| 10 de marzo de 2013      | Ibagué              | Colombia             | Estadio Manuel Murillo Toro           |
| 30 de marzo de 2013      | Córdoba             | Argentina            | Orfeo Superdomo                       |
| 19 de abril de 2013      | Cuenca              | Ecuador              | Coliseo Jefferson Pérez               |
| 20 de abril de 2013      | La Libertad         | Ecuador              | Auditorio CEPAD                       |
| 29 de abril de 2013      | Cuzco               | Perú                 | Coliseo Casa de la Juventud           |
| 1 de mayo de 2013        | Chimbote            | Perú                 | Estadio Centenario                    |
| 3 de mayo de 2013        | Trujillo            | Perú                 | Explanada Mall Aventura Plaza         |
| 4 de mayo de 2013        | Lima                | Perú                 | Estadio San Marcos                    |
| 17 de mayo de 2013       | Cartagena           | Colombia             | Plaza de Toros                        |
| 18 de mayo de 2013       | Bogotá              | Colombia             | Coliseo Cubierto El Campín            |
| 7 de junio de 2013       | Armenia             | Colombia             | Coliseo del Café                      |
| 8 de junio de 2013       | Bucaramanga         | Colombia             | Coliseo de la Presentación            |
| Norteamérica             |                     |                      |                                       |
| 8 de julio de 2013       | Brownsville         | Estados Unidos       | Sports Park                           |
| Latinoamérica            |                     |                      |                                       |
| 11 de julio de 2013      | Ciudad de Panamá    | Panamá               | Figali Convention Center              |
| 13 de julio de 2013      | San José            | Costa Rica           | Estadio Nacional                      |
| 15 de agosto de 2013     | San Andrés          | Colombia             | Estadio Wellingworth May              |
| 16 de agosto de 2013     | Barranquilla        | Colombia             |                                       |
| 19 de agosto de 2013     | Sincelejo           | Colombia             | Estadio de Fútbol de Mochila          |
| 30 de agosto de 2013     | Quito               | Ecuador              | Coliseo General Rumiñahui             |
| 31 de agosto de 2013     | Guayaquil           | Ecuador              | Estadio Modelo Alberto Spencer        |
| 1 de septiembre de 2013  | Machala             | Ecuador              |                                       |
| Norteamérica             |                     |                      |                                       |
| 7 de septiembre de 2013  | Chicago             | Estados Unidos       | Life Changers International Church    |
| 19 de octubre de 2013    | Tuxtla Gutiérrez    | México               | Estadio Flor de Sospo                 |
| 20 de octubre de 2013    | Frontera            | México               |                                       |
| Latinoamérica            |                     |                      |                                       |
| 8 de noviembre de 2013   | San Juan            | Puerto Rico          | Coliseo José Miguel Agrelot           |
| Norteamérica             |                     |                      |                                       |
| 22 de noviembre de 2013  | Cuernavaca          | México               | Parque de Béisbol Miguel Alemán       |
| 4 de diciembre de 2013   | Aguascalientes      | México               |                                       |
| 6 de diciembre de 2013   | Miami               | Estados Unidos       |                                       |
| Latinoamérica            |                     |                      |                                       |
| 20 de diciembre de 2013  | Santiago            | República Dominicana |                                       |
| 21 de diciembre de 2013  | Santo Domingo       | República Dominicana |                                       |
| Norteamérica             |                     |                      |                                       |
| 25 de febrero de 2014    | Minatitlán          | México               | Estadio 18 de Marzo                   |
| 26 de febrero de 2014    | Villahermosa        | México               | Teatro al Aire Libre                  |
| 27 de febrero de 2014    | Ciudad del Carmen   | México               | Domo del Mar                          |
| 1 de marzo de 2014       | Monterrey           | México               | Arena Monterrey                       |
| 3 de marzo de 2014       | McAllen             | Estados Unidos       | McAllen Convention Center             |
| 5 de marzo de 2014       | Guadalajara         | México               | Auditorio Telmex                      |
| 7 de marzo de 2014       | Ciudad de México    | México               | Auditorio Nacional                    |
| 14 de marzo de 2014      | León                | México               | Domo de la Feria de León              |
| Latinoamérica            |                     |                      |                                       |
| 19 de marzo de 2014      | Medellín            | Colombia             | Plaza de Toros La Macarena            |
| 20 de marzo de 2014      | Turbo               | Colombia             | Estadio John Jairo Trellez            |
| 21 de marzo de 2014      | Cartagena           | Colombia             | Plaza de Toros                        |
| Norteamérica             |                     |                      |                                       |
| 27 de marzo de 2014      | Tepic               | México               |                                       |
| 2 de mayo de 2014        | Mexicali            | México               | Fex Plaza                             |
| Latinoamérica            |                     |                      |                                       |
| 3 de junio de 2014       | Chiclayo            | Perú                 | Jockey Plaza                          |
| 4 de junio de 2014       | Arequipa            | Perú                 | Explanada Cerro Juli                  |
| 5 de junio de 2014       | Tacna               | Perú                 | Estadio Jorge Basadre                 |
| Norteamérica             |                     |                      |                                       |
| 27 de agosto de 2014     | Texcoco             | México               | Estadio de la Universidad de Chapingo |
| 28 de agosto de 2014     | Puebla              | México               | Complejo Cultural Universitario       |
| 29 de agosto de 2014     | Querétaro           | México               | Auditorio Josefa Ortiz                |
| 12 de septiembre de 2014 | Acapulco            | México               | Fórum de Mundo Imperial               |
| 19 de septiembre de 2014 | Chihuahua           | México               | Estadio Manuel Almanza                |
| 23 de octubre de 2014    | Mérida              | México               | Coliseo de Yucatán                    |
| 24 de octubre de 2014    | Cancún              | México               | Plaza de Toros                        |
| 30 de octubre de 2014    | Miami               | Estados Unidos       | AmericanAirlines Arena                |
| Latinoamérica            |                     |                      |                                       |
| 7 de noviembre de 2014   | Lima                | Perú                 | Estadio Nacional                      |
| Norteamérica             |                     |                      |                                       |
| 19 de noviembre de 2014  | Monclova            | México               | Estadio Monclova                      |
| Latinoamérica            |                     |                      |                                       |
| 5 de diciembre de 2014   | San José            | Costa Rica           | Estadio Nacional                      |
| 11 de diciembre de 2014  | Guayaquil           | Ecuador              | Estadio Monumental Banco Pichincha    |
| 12 de diciembre de 2014  | Quito               | Ecuador              | Coliseo General Rumiñahui             |
| Norteamérica             |                     |                      |                                       |
| 6 de marzo de 2015       | Atlanta             | Estados Unidos       | Free Chapel                           |
| 7 de abril de 2015       | Durango             | México               | Plaza IV Centenario                   |
| 9 de abril de 2015       | McAllen             | Estados Unidos       | State Farm Arena                      |
| 24 de abril de 2015      | San Cristóbal       | México               |                                       |
| Latinoamérica            |                     |                      |                                       |
| 15 de mayo de 2015       | Ciudad de Guatemala | Guatemala            | Estadio del Ejército                  |
| Norteamérica             |                     |                      |                                       |
| 3 de junio de 2015       | Matamoros           | México               | Plaza Miguel Hidalgo                  |
| Latinoamérica            |                     |                      |                                       |
| 11 de agosto de 2015     | Bucaramanga         | Colombia             | Velódromo de Bucaramanga              |
| 13 de agosto de 2015     | Manizales           | Colombia             | Plaza de Toros de Manizales           |
| 14 de agosto de 2015     | Cali                | Colombia             | Plaza de Toros Cañaveralejo           |
| 18 de agosto de 2015     | Huanuco             | Perú                 | Estadio Heraclio Tapia                |
| 20 de agosto de 2015     | Pucallpa            | Perú                 | Estadio de Pucallpa                   |